# Cysatus (cràter)
|  | No s'ha de confondre amb Casatus (cràter). |

Cysatus és un cràter d'impacte que es troba a la part sud de la cara visible de la Lluna. Està unit a la vora nord-est del cràter Gruemberger més gran, envaint lleugerament l'interior d'aquesta formació. Al sud es troba el també el cràter més gran Moretus, i a l'est es localitza Curtius. Aquests cràters apareixen escorçats quan s'observen des de la Terra per la seva ubicació cap al sud.

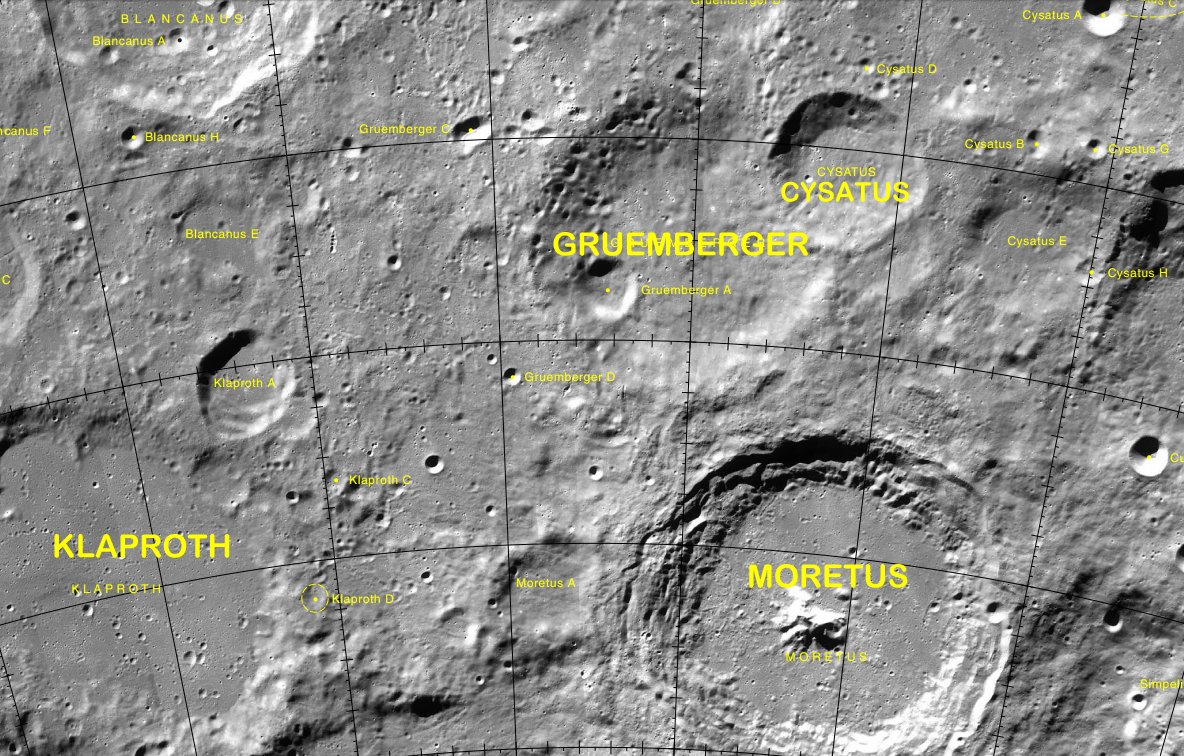
Localització de Cysatus (superior dreta de la imatge)
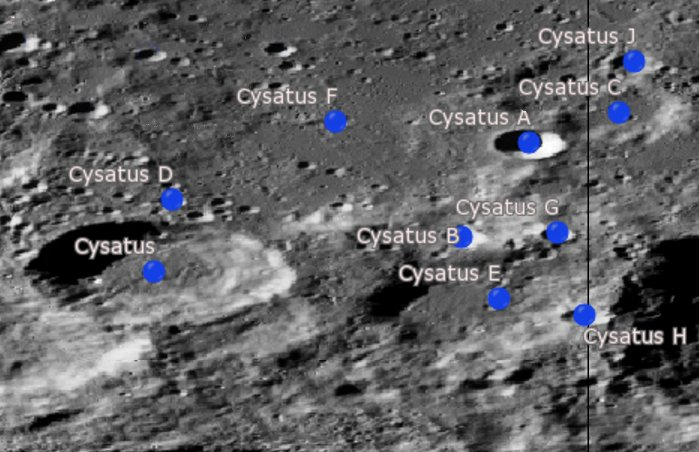
Cràters satèl·lit

Aquest cràter circular és una mica inusual per la manca d'elements rellevants. No mostra cràters notables al llarg de la vora o a l'interior, pla i anivellat. Les parets interiors estan desproveïdes de terrasses, descendint uniformement fins a la plataforma del cràter, encara que la paret interior és més prima cap al nord-est que en altres llocs.

## Cràters satèl·lit
Per convenció aquests elements són identificats en els mapes lunars posant la lletra en el costat del punt central del cràter que està més proper a Cysatus .
| Cysatus | Coordenades                        | Diàmetre |
| ------- | ---------------------------------- | -------- |
| A       | 64° 12′ S, 0° 48′ O / 64.2°S,0.8°O | 14 km    |
| B       | 65° 42′ S, 1° 48′ O / 65.7°S,1.8°O | 8 km     |
| C       | 63° 48′ S, 0° 36′ E / 63.8°S,0.6°E | 27 km    |
| D       | 65° 00′ S, 6° 00′ O / 65.0°S,6.0°O | 5 km     |
| E       | 66° 42′ S, 1° 18′ O / 66.7°S,1.3°O | 48 km    |
| F       | 63° 54′ S, 3° 30′ O / 63.9°S,3.5°O | 5 km     |
| G       | 65° 48′ S, 0° 18′ O / 65.8°S,0.3°O | 6 km     |
| H       | 66° 48′ S, 0° 00′ E / 66.8°S,0.0°E | 8 km     |
| J       | 63° 00′ S, 0° 48′ E / 63.0°S,0.8°E | 10 km    |